# Mirages
Mirages es el tercer álbum de estudio del músico canadiense Tim Hecker, lanzado el 21 de septiembre de 2004 por Alien8 Recordings. Es descrito en el sitio web de Alien8 como "un clásico de ambient-death-metal en espera." El álbum está compuesto principalmente por una guitarra muy distorsionada y procesada.

## Lista de canciones
Todas las canciones fueron escritas por Tim Hecker.
Todas las canciones escritas y compuestas por Tim Hecker. 
| N.º | Título                          | Duración |  |
| 1.  | «Acéphale»                      | 4:57     |  |
| 2.  | «Neither More Nor Less»         | 3:10     |  |
| 3.  | «Aerial Silver»                 | 3:37     |  |
| 4.  | «Celestina»                     | 4:31     |  |
| 5.  | «Counter Attack»                | 2:13     |  |
| 6.  | «The Truth of Accountants»      | 2:21     |  |
| 7.  | «Aerial Light-Pollution Orange» | 3:09     |  |
| 8.  | «Non Mollare»                   | 1:10     |  |
| 9.  | «Kaito»                         | 3:08     |  |
| 10. | «Balkanize-You»                 | 8:37     |  |
| 11. | «Incurably Optimistic!»         | 10:40    |  |